# Sturnus
Sturnus is een geslacht van zangvogels uit de familie van de spreeuwen (Sturnidae). IOC World Bird List heeft het aantal soorten in dit geslacht drastisch beperkt, sinds uit studies bleek uit dat dit geslacht in zijn uitgebreide vorm een polyfyletische groep vormde.
De soorten die nu in het geslacht Sturnia geplaatst zijn, worden vaak nog aangetroffen in Sturnus, zoals de pagodespreeuw als Sturnus pagodarum. Ook de maskerspreeuw, Jerdons spreeuw, zwartvleugelspreeuw, zwartkraagspreeuw, eksterspreeuw, roze spreeuw en zijdespreeuw zijn in andere geslachten ondergebracht.

## Soorten
Er zijn nog maar twee soorten in dit geslacht:
- Sturnus unicolor  –  Zwarte spreeuw
- Sturnus vulgaris  –  Spreeuw